# Murallas blancas
Murallas blancas es una telenovela mexicana que se transmitió por el Canal 4 de Telesistema Mexicano de Televisa en 1960. Producción de Ernesto Alonso. La telenovela hablaba de una mujer (María Tereza Montoya) que hacía hasta lo imposible por salvar a sus pacientes de un hospital en donde ella era la enfermera.

## Argumento
Esta telenovela se desarrolla en un hospital donde se muestran una serie de casos clínicos. Una joven enfermera sirve como hilo conductor mientras consagra su existencia en ayudar a los demás.

## Elenco
- María Tereza Montoya
- Miguel Manzano
- Tony Carbajal
- Carmen Molina
- Consuelo Guerrero de Luna
- Dina de Marco

## Producción
- Historia original: Gabriel Guerrero
- Director: Francisco Jambrina
- Productor ejecutivo: Ernesto Alonso

## Otros datos
- La telenovela está grabada en blanco y negro.

- Datos: Q5639057